# Cratere di Steinheim

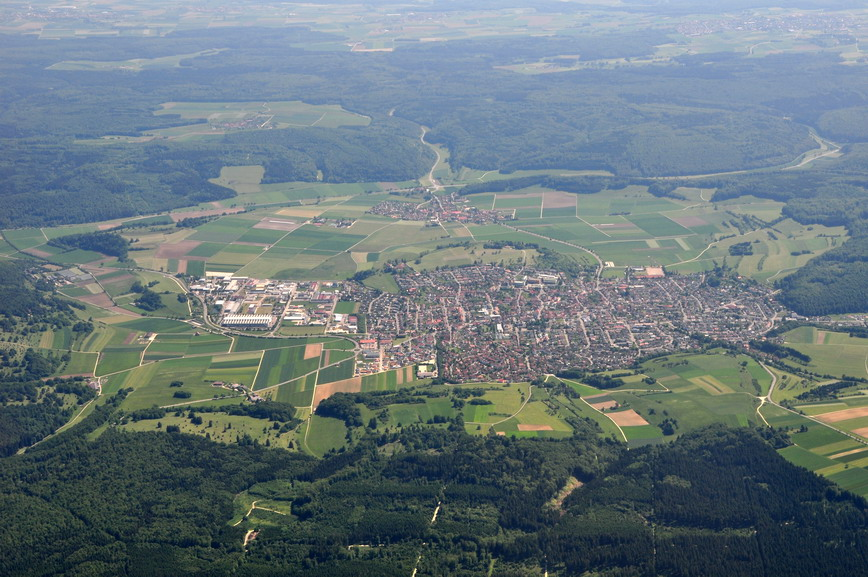
Il cratere di Steinheim, visto dall'alto

Il cratere di Steinheim (Steinheim basin) è un cratere meteoritico situato nel distretto di Heidenheim an der Brenz, nel Baden-Württemberg in Germania.
Il cratere ha un diametro di 3,8 km e un'età di circa 15 milioni di anni. Il cratere di Steinheim si è probabilmente formato assieme al cratere di Nördlingen in un doppio impatto dovuto all'impatto di un asteroide dotato di un satellite: la traiettoria dei due oggetti sembra essere stata molto obliqua.